# Hemmelter Moor
Das Hemmelter Moor ist ein Naturschutzgebiet in der niedersächsischen Gemeinde Lastrup im Landkreis Cloppenburg.
Das Naturschutzgebiet mit dem Kennzeichen NSG WE 092 ist 42 Hektar groß. Es bewahrt den Rest eines Hochmoores.
Das Gebiet steht seit dem 24. März 1978 unter Naturschutz. Zuständige untere Naturschutzbehörde ist der Landkreis Cloppenburg.